# Branovo
Branovo (en hongrois : Kisbaromlak) est une commune du district de Nové Zámky, dans la région de Nitra, en Slovaquie.

## Histoire
La première mention écrite du village date de 1418.

## Démographie

### Évolution de la population
| Année:               | 1994. | 2004.   | 2014.   | 2024.   |
| -------------------- | ----- | ------- | ------- | ------- |
| Nombre de personnes: | 554   | 570     | 600     | 577     |
| Différence:          |       | +2,88 % | +5,26 % | -3,83 % |

| Année:               | 2023. | 2024.   |
| -------------------- | ----- | ------- |
| Nombre de personnes: | 580   | 577     |
| Différence:          |       | -0,51 % |